# Leptosphaeria rusci
Leptosphaeria rusci är en svampart som först beskrevs av Carl (Karl) Friedrich Wilhelm Wallroth, och fick sitt nu gällande namn av Pier Andrea Saccardo 1883. Leptosphaeria rusci ingår i släktet Leptosphaeria och familjen Leptosphaeriaceae.   Inga underarter finns listade i Catalogue of Life.